# Radon Labs
Die Radon Labs GmbH war ein Entwicklungsstudio für Computerspiele aus Berlin. Das Unternehmen entstand 1995 aus einem von mehreren Teams der „Terratools“ in Potsdam-Babelsberg. Im Jahr 2000 erfolgte die Gründung der GmbH. Radon Labs war Gründungsmitglied des am 6. März 2004 in Berlin ins Leben gerufenen Verbandes deutscher Spieleentwickler (G.A.M.E.).
Radon Labs stellte am 12. Mai 2010 einen Insolvenzantrag beim Amtsgericht Charlottenburg. Kurz darauf wurde Radon Labs vom Hamburger Browserspiel-Anbieter Bigpoint übernommen und vollständig in dessen Berliner Entwicklungsstudio integriert.

## Geschichte
Radon Labs wurde im Jahr 2000 gegründet. Nach Achtungserfolgen mit den ersten Veröffentlichungen Urban Assault und Project Nomads konnten sich die Entwickler 2001 eine Computerspiel-Lizenz für das deutsche Pen-&-Paper-Rollenspiel Das Schwarze Auge sichern. Nach dem Abschluss eines Publishingvertrages mit dem Hamburger Spielepublisher dtp entertainment begann 2005 die Vollproduktion für ein neues DSA-Computer-Rollenspiel.
Für die Finanzierung des Spiels erhielt Radon Labs 500.000 Euro von der Mitteldeutschen Medienförderung; entsprechend der Förderrichtlinien wurde dafür 2006 ein zweites Studio im Geltungsbereich der Institution eröffnet, in Halle. Ebenfalls mit 100.000 Euro gefördert wurde die bereits 2002 angekündigte Entwicklung des Ego-Shooters "Schwarzenberg", der nie fertiggestellt wurde.
2008 wurde mit Das Schwarze Auge: Drakensang Radon Labs’ erster Titel auf Basis dieser Lizenz für den PC veröffentlicht. Anfangs nur in Deutschland erhältlich, wurde das Spiel 2009 weltweit auch in anderen Sprachen veröffentlicht. 2010 erschien der Nachfolger Drakensang: Am Fluss der Zeit, der zeitlich vor der Handlung des ersten Teils angesiedelt ist.
Daneben übernahm Radon Labs zahlreiche kleinere Auftragsarbeiten, wie das Begleitspiel zur Telenovela Verliebt in Berlin oder Lernspiele. Radon Labs war zertifizierter Entwickler für PC, Xbox 360, PS3, Wii und Nintendo DS.
Im Mai 2010 musste Radon Labs Insolvenz anmelden. Gründe waren mehrere Publisher-Pleiten, ein Einbruch auf dem Nintendo-DS-Markt und Probleme mit Investoren. Der Hamburger Browserspiel-Anbieter Bigpoint übernahm kurz darauf Radon Labs. Das Studio wurde anschließend vollständig in Bigpoints Berliner Niederlassung integriert. Das erste Spiel nach dem Neustart war Drakensang Online, allerdings ohne DSA-Lizenz.

## Auszeichnungen
- Project Nomads wurde 2001 auf der Londoner Spieleausstellung ECTS mit dem Preis für das beste PC-Spiel der Messe ausgezeichnet.[7]
- Im Jahr 2005 erhielt Radon Labs den begehrten Kindersoftwarepreis TOMMI für das Lernspiel GENIUS – Task Force Biologie.
- 2009 wurde Das Schwarze Auge: Drakensang mit dem erstmals verliehenen Deutschen Computerspielpreis der Bundesregierung in den Kategorien „Bestes deutsches Spiel“ und „Bestes Jugendspiel“ ausgezeichnet.[8]

## Grafik-Engine
Radon Labs war Entwickler der quelloffenen Grafik-Engine The Nebula Device, die in allen wichtigen Veröffentlichungen des Unternehmens zum Einsatz kam (u. a. Drakensang, Treasure Island).

## Veröffentlichte Spiele
- Urban Assault (1998)
- Project Nomads (2001)
- Torres (2003)
- Genius Unternehmen Physik (2004)
- Genius Task Force Biologie (2005)
- Sportfischen Professional (2005)
- Die Drachenjäger (2005)
- Verliebt in Berlin (2005)
- Moorhuhn Action – Im Anflug (2005)
- Treasure Island (2008)
- Powerquiz Duden (2008)
- Das Schwarze Auge: Drakensang (veröffentlicht am 1. August 2008)
- Langenscheidt VokabelStar Englisch – Für Einsteiger (veröffentlicht am 17. April 2009)
- PowerQuiz Sport Edition DSF (veröffentlicht am 6. August 2009)
- PowerQuiz GEOLino (veröffentlicht am 6. August 2009)
- Langenscheidt VokabelStar Englisch – Für Fortgeschrittene (veröffentlicht am 18. September 2009)
- Drakensang: Am Fluss der Zeit (veröffentlicht am 19. Februar 2010)
- Future Wars (veröffentlicht am 25. März 2010)
- Crazy Quiz (veröffentlicht im Mai 2010)